# Тоня (Келераш)
Тоня (рум. Tonea) — село у повіті Келераш в Румунії. Входить до складу комуни Моделу.
Село розташоване на відстані 107 км на схід від Бухареста, 6 км на схід від Келераші, 97 км на захід від Констанци, 144 км на південь від Галаца.

## Населення
За даними перепису населення 2002 року у селі проживали 1854 особи.
Національний склад населення села:
| Національність | Кількість осіб | Відсоток |
| -------------- | -------------- | -------- |
| румуни         | 1415           | 76,3%    |
| цигани         | 437            | 23,6%    |

Рідною мовою назвали:
| Мова      | Кількість осіб | Відсоток |
| --------- | -------------- | -------- |
| румунська | 1760           | 94,9%    |
| циганська | 94             | 5,1%     |